# فولکس‌واگن گلف ام‌کا۳
فولکس‌واگن گلف ام‌کی۳ (Volkswagen Golf Mk۳) خودرویی است که در سال‌های ۱۹۹۱ تا ۱۹۹۹ و با نام Cabrio از ۱۹۹۴ تا ۲۰۰۲ در آلمان، مکزیک، براتیسلاوا، اسلواکی و آفریقای جنوبی تولید شده‌است.
طراحی آن موتور جلو، خودرو محور جلو، خودرو چهار چرخ محرک بوده طول آن در حالت طبیعی ۴٬۰۷۴ میلیمتر (۱۶۰٫۴ اینچ) و عرض آن در حالت طبیعی ۱٬۶۹۴ میلیمتر (۶۶٫۷ اینچ) و ارتفاع آن در حالت طبیعی ۱٬۴۲۲ میلیمتر (۵۶٫۰ اینچ) است. سیستم جعبه‌دندهٔ آن ۵ دنده به دو صورت خودکار و دستی است.

## نگارخانه

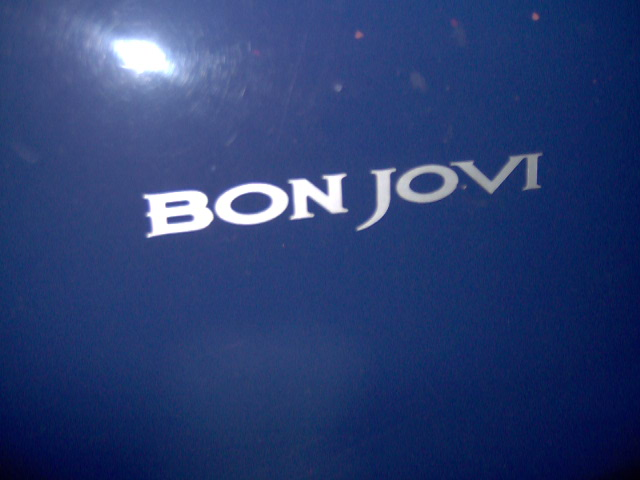
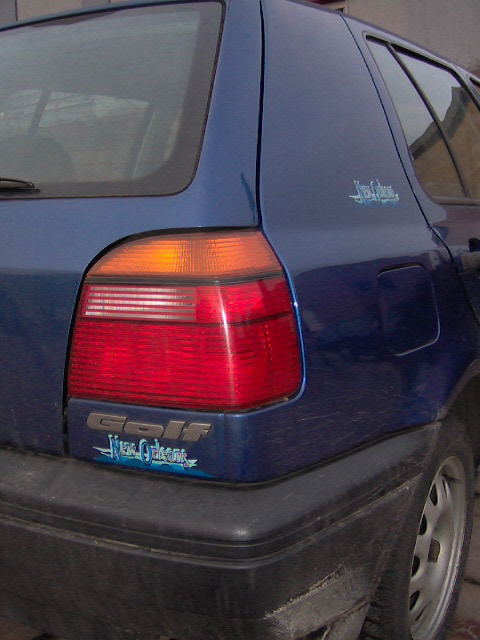
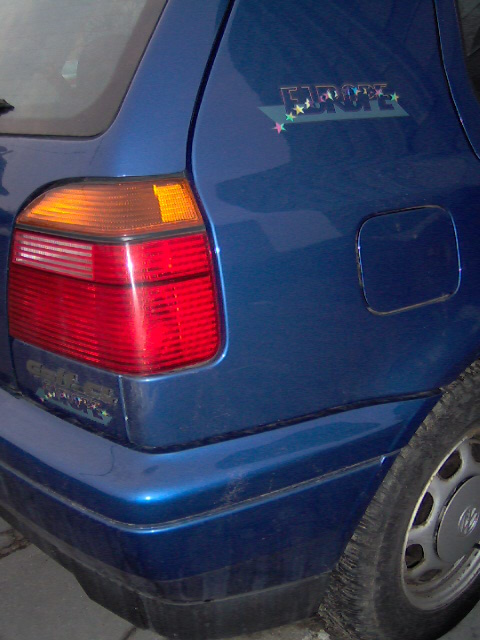
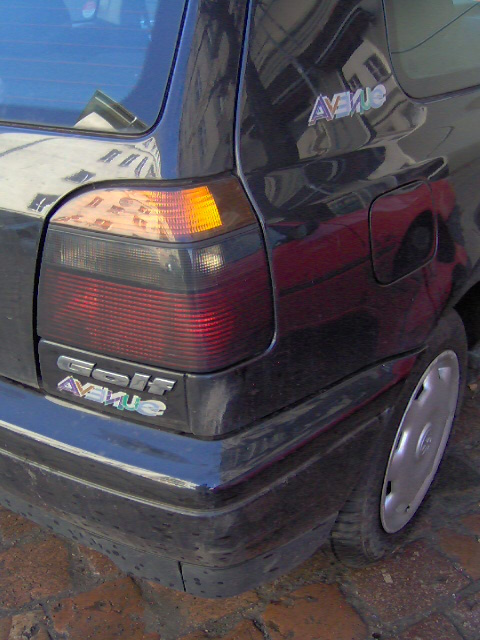
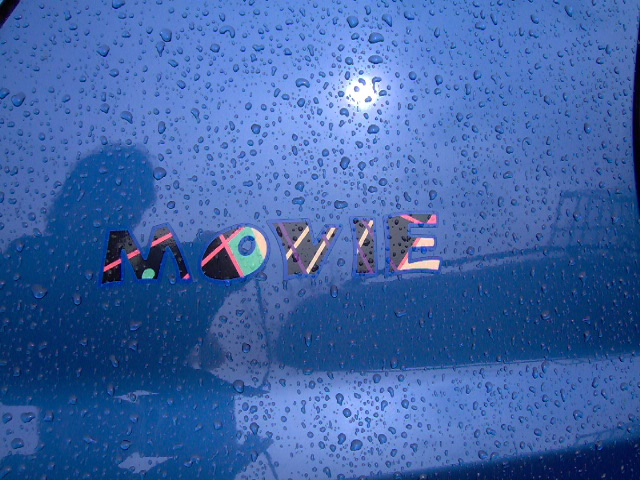
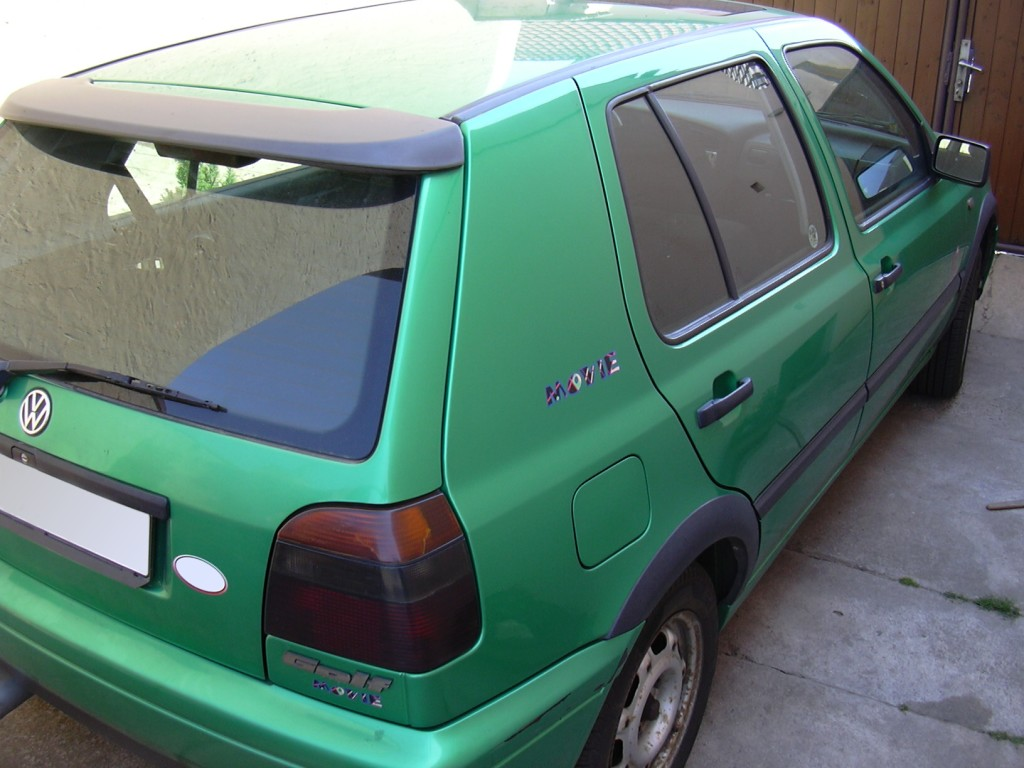
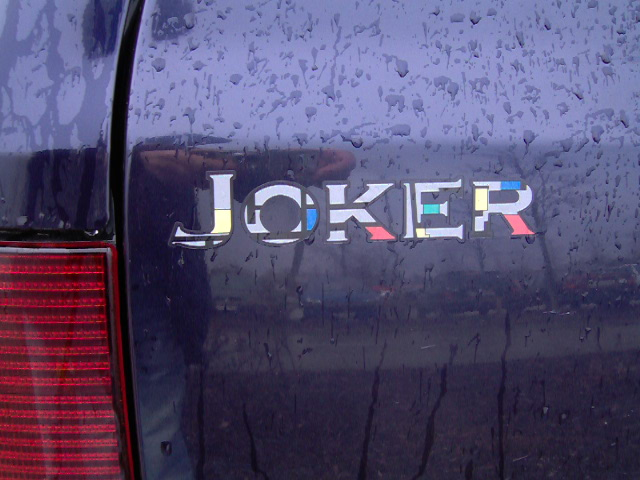
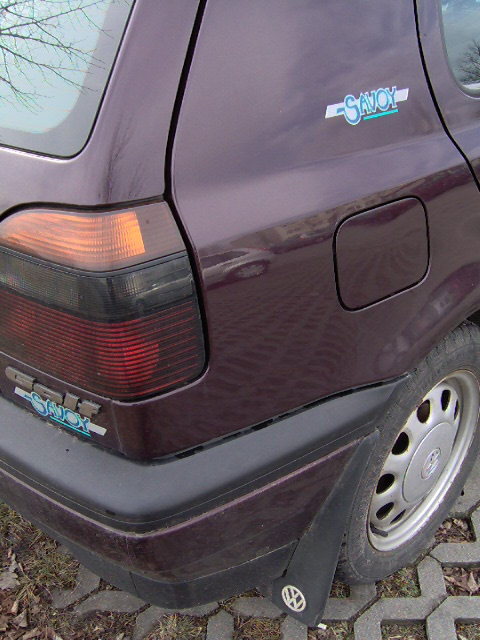
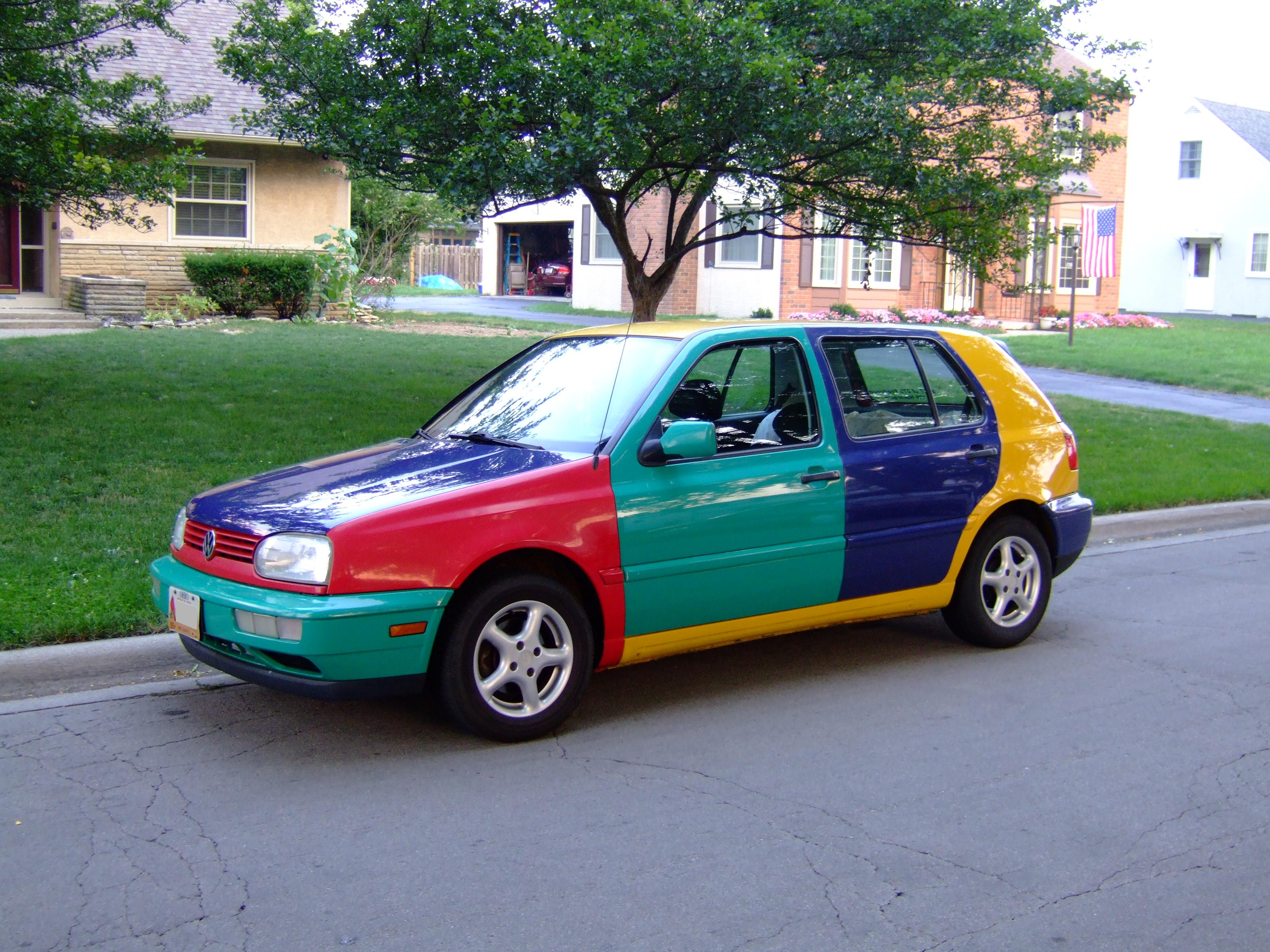